# 2001年ジョージ・W・ブッシュ大統領就任式
第43代アメリカ合衆国大統領となるジョージ・W・ブッシュの1回目の就任式は、2001年1月20日土曜日にワシントンD.C.アメリカ合衆国議会議事堂の西側正面で行われた。これは54回目となる就任式であり、大統領のジョージ・W・ブッシュと副大統領のディック・チェイニーの1期目の始まりとなった。12時1分に最高裁判所長官のウィリアム・レンキストにより就任宣誓が執り行われ、副大統領の就任宣誓もそれに続いた。宣誓式にはおよそ30万人が参加した。これは21世紀および3千年紀に初めて行われたアメリカ大統領就任式であった。

## 就任式前の出来事
就任式前夜にDARコンスティテューション・ホールでローラ・ブッシュ主催による米国作家のための祝賀会が開催された。また就任前のエンターテインメントとしてウェイン・ニュートン、ブルックス&ダン、リッキー・マーティンがパフォーマンスを披露した。

### 論争
2000年アメリカ合衆国大統領選挙の結果と混乱への抗議として数千人ものデモ隊がワシントンD.C.の就任式典に現れた。抗議者のうち4人が逮捕され、また最初のパレード中にブッシュのリムジンには群衆からテニスボールと卵が投げつけられた。パレードは2001年のマイケル・ムーアのベストセラー本『アホでマヌケなアメリカ白人』で嘲笑された。

## ギャラリー

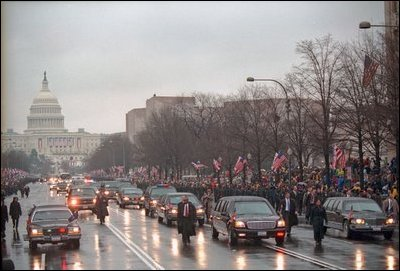
就任パレード中の大統領の車列
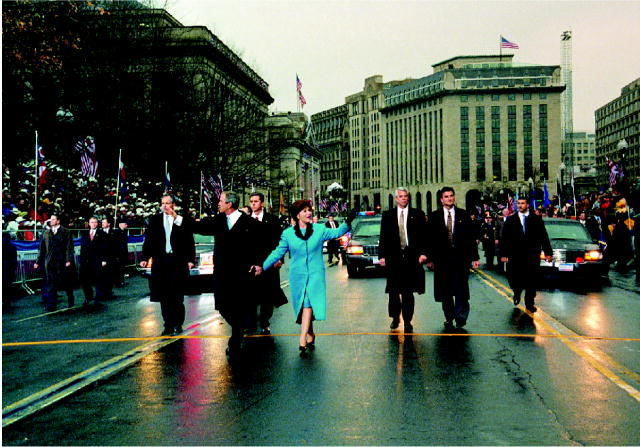
就任パレードで歩くブッシュ
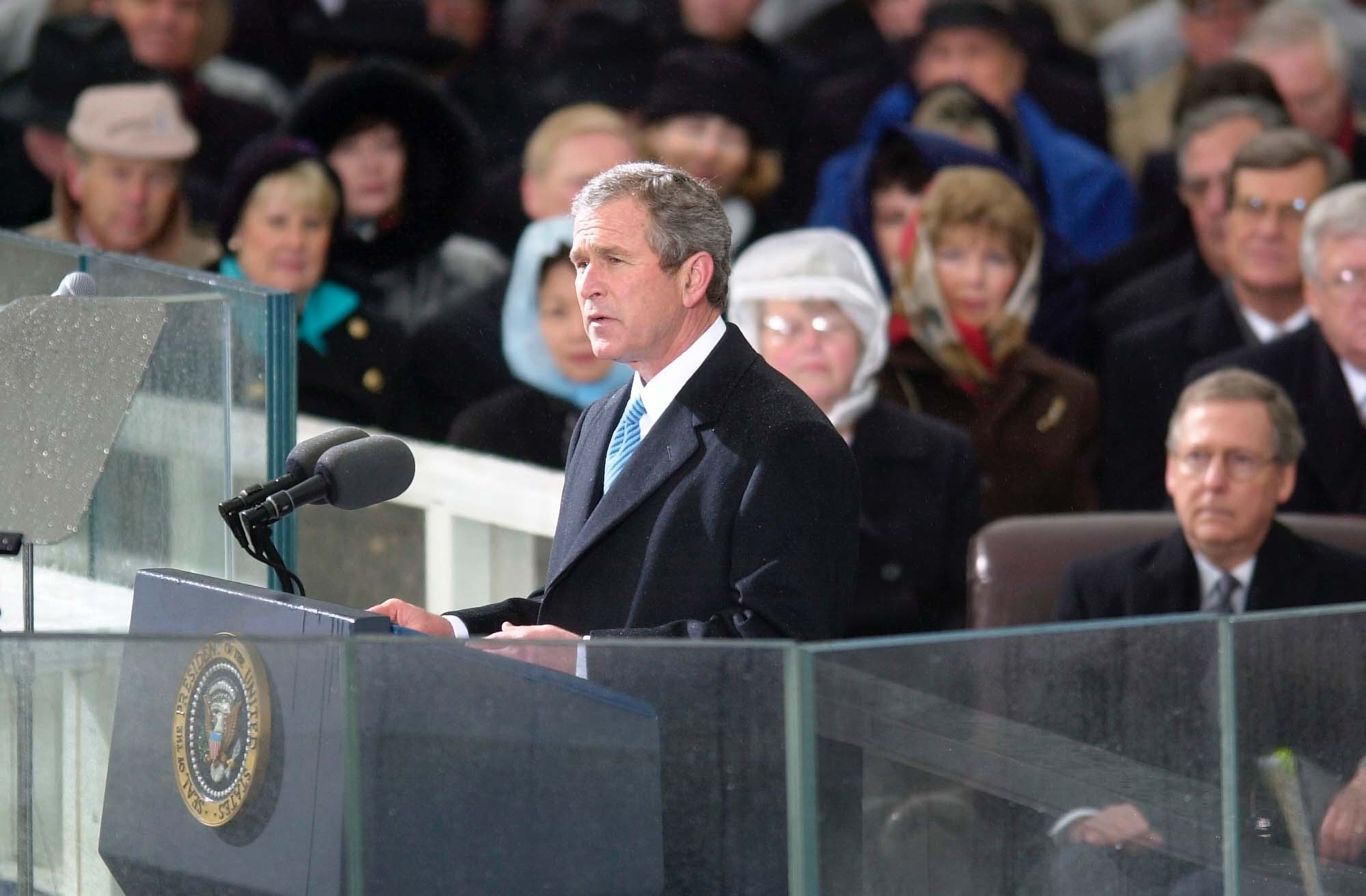
就任演説を行うブッシュ